# 720
|  | Aquest article tracta sobre l'any 720. Vegeu-ne altres significats a «720 (desambiguació)». |

## Esdeveniments polítics

### Països Catalans
- Culminació de l'ocupació musulmana de tots els territoris de l'actual Catalunya.

### Món

#### Europa
- Unificació del regne franc per Carles Martell
- Expansió del moviment de la iconoclàstia

#### Àfrica
- Egipte demana als califes islàmics que els musulmans continuïn pagant els anteriors impostos

#### Àsia
- Finalització del Nihon Shoki (Crònica del Japó), la segona crònica japonesa més antiga que es conserva.